# Stenelmis auriculata
Stenelmis auriculata là một loài bọ cánh cứng trong họ Elmidae. Loài này được Yang & Zhang miêu tả khoa học năm 2002.